# کلیسای کاراپت مقدس (تفلیس)
کلیسای کاراپت مقدس، تفلیس (گرجی: წმინდა კარაპეტის ეკლესია، ارمنی: Սուրբ Կարապետ եկեղեցի; روسی: Церковь св. Карапет Saint Karapet Church) یک کلیسا ارمنی واقع در گرجستان می‌باشد. ساخت و ساز این ساختمان supp. ۱۷۰۵ به پایان رسید. این بنا به سبک معماری ارمنی طراحی شده‌است. این کلیسا بین ناحیه‌های Chugureti و Avlabari واقع شده است